# Kisfundáta
Kisfundáta (románul: Fundățica, németül: Kleinkertzberg) falu a Brassó megyei Fundáta községben.

## Fekvése
A Királykő-hegység és a Bucsecs-hegység lábánál fekszik, a Törcsvári-szorosban, Brassó és Argeș megyék határán. Távolsága Brassótól 50 km.
Tengerszint feletti magassága 1380 méter, ezzel Románia legmagasabban fekvő települése.

## Története
1956-ban vált külön Fundátától. Ekkor 137 lakost számlált. 2011-ben 112 lakosa volt, mindannyian románok.